# Tepčija (Bosna)
Tepčija bio je naziv za dvorjanina u Bosni. Naslov tepčije pojavio se u 13. stoljeću a prestao je postojati krajem 14. ili u 15. stoljeću. Tepčija bio je niži rang tepčije i bio je na dvoru oblasnog ili župnog gospodara. Vodio je skrb o zemljišnom posjedu oblasnog gospodara ili župljana. Pojavljuje se prigodom razgraničenja posjeda.